# Armin Mohler
Pour les articles homonymes, voir Mohler.
Ne doit pas être confondu avec Arthur Moeller van den Bruck.
Armin Mohler, né à Bâle le 12 avril 1920 et mort à Munich le 4 juillet 2003, est un écrivain, universitaire, journaliste, suisse, proche du GRECE et du courant de la Neue Rechte allemande,, mouvance politico-culturelle que l'on peut rapprocher de la Nouvelle Droite française.
Il est considéré comme l'un des spécialistes des courants de la Révolution conservatrice allemande.

## Biographie

### Jeunesse
Né à Bâle, il y fréquente le lycée puis l'université, où il étudie la philosophie, l'histoire de l'art et la langue et la littérature allemandes.
En février 1942, Armin Mohler déserte de l'Armée suisse pour franchir la frontière allemande et se rendre à Stuttgart comme volontaire pour être incorporé dans la Waffen SS. Sa demande est rejetée par les autorités allemandes qui se méfient des volontaires suisses. Il va alors étudier l'histoire de l'art à Berlin, avant de rentrer en Suisse, où il est condamné à un an de prison.
Une fois libéré, il reprend à Bâle ses études qui aboutiront, en 1949, à la soutenance de sa thèse de doctorat Die Konservative Revolution in Deutschland 1918–1932 (La révolution conservatrice en Allemagne 1918-1932), auprès de Karl Jaspers et de Herman Schmalenbach. Publiée en 1950, remaniée et enrichie par lui à de multiples reprises, elle est considérée comme un précieux ouvrage de référence sur le sujet, même si la recherche contemporaine en a discuté ou approfondi entre-temps certains points,.

### Secrétaire d'Ernst Jünger
À la suite d'un article très favorable sur l'essai La Paix d'Ernst Jünger, paru dans la revue Die Weltwoche en août 1947, Armin Mohler rencontre la même année l'écrivain en compagnie de son frère Friedrich Georg. Il va devenir son secrétaire particulier, c'est-à-dire, dans une période où la situation matérielle de l'écrivain s'est considérablement améliorée, qu'il est chargé de la prise en charge d'une partie de la correspondance, de la relecture commune des épreuves à corriger, des négociations avec l'administration et des relations avec les journaux et les revues. 
Au printemps 1953, Armin Mohler abandonne ses fonctions de secrétaire particulier de l'écrivain pour devenir correspondant à Paris du quotidien zurichois Die Tat. Mais les deux hommes continueront à correspondre.

### Figure intellectuelle de la droite allemande
Armin Mohler a travaillé essentiellement en tant que journaliste. De 1953 à 1961, il est le correspondant à Paris du quotidien suisse Die Tat. De 1955 à 1960 il est aussi le correspondant de l'hebdomadaire Die Zeit. De 1960 à 1964 il écrit aussi pour l'hebdomadaire Christ und Welt. À partir de 1964 il travaille pour le quotidien Die Welt. Il a participé, dès son lancement, à la revue non-conformiste Criticón, fondée à Munich et longtemps dirigée par son ami Caspar von Schrenck-Notzing. C'est dans cette revue que seront publiés la plupart de ses articles littéraires.  Il a écrit aussi dans la Junge Freiheit et, sous le pseudonyme de Michael Hintermwald, dans la Deutsche National-Zeitung de Gerhard Frey. À côté de thèmes politiques, il a publié aussi de nombreux articles traitant de littérature et d'art, dont beaucoup de portraits d'auteurs et de recensions de livres.
Il signe parfois sous le pseudonyme de « Scribifax ». 
À la demande de la famille Siemens, il se charge de la fonction de directeur-gérant de l’importante fondation à laquelle est attaché le nom de l'industriel bavarois. Armin Mohler va mener désormais une double vie : d’une part celle d’administrateur et d’éditeur, d’autre part celle de polémiste politique et d'essayiste. À la tête de la Fondation Siemens, il organise pendant près d'un quart de siècle colloques et conférences qui attirent vers le château de Nymphembourg, dans un faubourg de Munich, l'élite intellectuelle de l'Allemagne de l'Ouest et de nombreux pays étrangers, avec le concours de personnalités allant de Konrad Lorenz à Julien Freund, en passant par l'historien Christian Meier, Walter Burkert, Mohammed Rassem, Hellmut Diwald, Thomas Kuhn, Frédéric Durand et Hans Eysenck.

#### Influence sur laNouvelle Droiteet perspectives européennes
Armin Mohler s'efforce de tout mettre en œuvre pour faire émerger une Europe indépendante des blocs soviétique et américain. Pour cela, un rapprochement entre la France et l'Allemagne lui paraît indispensable. Il se considère comme « un adepte critique du général de Gaulle ». Pour lui, de Gaulle est parvenu à décoloniser sans provoquer une guerre civile généralisée. Il félicite aussi le fondateur de la Ve République d'avoir amorcé un changement institutionnel qui revalorise le politique. Pour lui, ce qu'il appelle le « quatrième gaullisme » est celui de la « Grande politique» , d'une géopolitique mondiale alternative, où la France essaie de se dégager de l' « étau américain » et d'assumer une politique indépendante dans le monde entier. De plus, le projet gaullien d' « Europe des patries » lui semble être une base de départ réaliste. Il y voit la possibilité de transposer l'indépendantisme gaullien en Allemagne, avec en perspective, la possibilité de dégager l'Europe du « carcan de Yalta ».  
Dans cette optique, dans les années 1960 et 1970, il se rapproche de la CSU bavaroise, qu'il pense pouvoir influencer.  Il devient conseiller du président de ce parti, Franz Josef Strauß, pour lequel il écrit un certain nombre de ses discours. Mais cette tentative aboutit à un échec : Strauss, systématiquement, modifie les ébauches de discours de Mohler, pour les conformer au langage « atlantiste ».  
Il participe au comité de patronage de la revue théorique de la Nouvelle Droite française, Nouvelle École. Malgré des divergences importantes, notamment la position de Mohler sur la question de l'Algérie française et son admiration pour de Gaulle, Mohler va influencer le GRECE et la Nouvelle Droite française. Celle-ci va hériter de Mohler l'idée d'une alliance planétaire entre l'Europe et les ennemis du duopole de Yalta d'abord, de l'unipolarité américaine ensuite. En revanche, Mohler réhabilite Georges Sorel de manière beaucoup plus explicite et profonde que ne le font les théoriciens de la Nouvelle Droite française.   

#### Révolution conservatriceet fascisme
Pour Armin Mohler, nietzschéen avant tout, la Révolution conservatrice, en rejetant les idées de 1789, du manchestérisme anglais et de toutes les autres idées libérales, a posé les bases d'une nouvelle batterie de valeurs appelées à régénérer le monde et à lui donner de nouvelles assises, portées par les efforts de nouvelles élites. La pérennité de ces idées pouvait, selon lui, balayer celles des vainqueurs soviétiques et américains, tout en dépassant celles du national-socialisme, qu'il considère comme trop caricatural.
Dans une interview accordée au Leipziger Volkszeitung fin novembre 1995, dans laquelle on lui demande s'il se considère comme fasciste, il répond: « Ja, im Sinne von José Antonio Primo de Rivera » ( « Oui, au sens que lui donnait José Antonio Primo de Rivera »). Dans le même entretien, lorsqu'on lui demande de définir le fascisme, il affirme: « Faschismus ist für mich, wenn enttäuschte Liberale und enttäuschte Sozialisten sich zu etwas Neuem zusammenfinden. Daraus entsteht, was man konservative Revolution nennt » ( « Pour moi, le fascisme est le résultat de la rencontre entre les déçus du libéralisme et les déçus du socialisme. C'est alors que naît ce que l'on appelle la Révolution conservatrice ») .
Il a été chargé de cours à l'université d'Innsbruck,. Il reçoit le prix Adenauer 1967.

## Postérité
L'héritage politique et culturel d'Armin Mohler est assumé par la maison d'édition Antaios et la revue Sezession, dirigées par Götz Kubitschek et son épouse Ellen Kositza.

## Publications
- Die Konservative Revolution in Deutschland 1918–1932. Ein Handbuch. 6. A.,Ares-Verlag, Graz 2005,  (ISBN 3-902475-02-1)
- Die Schleife. Dokumente zum Weg von Ernst Jünger. Archè, Zürich, 1955; rééd.: Antaios Verlag, Bad Vildel, 2001 (ISBN 3-935063-15-6)
- Die französische Rechte. Der Kampf um Frankreichs Ideologienpanzer, Isar, Munich, 1958.
- Die fünfte Republik. Piper, Munich, 1963.
- Was die Deutschen fürchten. Seewald, Stuttgart, 1965.
- Vergangenheitsbewältigung. Von der Läuterung zur Manipulation. Seewald, Stuttgart, 1968.
- Sex und Politik. Rombach, Freiburg im Breisgau, 1972.
- Von rechts gesehen, Seewald, Stuttgart, 1974.
- Tendenzwende für Fortgeschrittene. Criticon, Munich, 1978.
- Vergangenheitsbewältigung. Oder wie man den Krieg nochmals verliert. 3. üb. A. Sinus, Krefeld 1981,  (ISBN 3-88289-014-2)
- Der Nasenring. Im Dickicht der Vergangenheitsbewältigung. 3. A. Langen Müller, München 1991,  (ISBN 3-7844-2332-9)
- Liberalenbeschimpfung. Drei politische Traktate. Heitz & Höffkes, Essen 1990,  (ISBN 3-926650-90-7)
- zusammen mit Dieter Stein: Im Gespräch mit Alain de Benoist. Junge Freiheit, Freiburg im Breisgau 1993,  (ISBN 3-929886-00-6)
- Georges Sorel. Erzvater der Konservativen Revolution. Eine Einführung. Antaios, Bad Vilbel, 2000,  (ISBN 3-935063-01-6)
- Der Streifzug. Blicke auf Bilder, Bücher und Menschen. Antaios, Dresden 2001,  (ISBN 3-935063-16-4)
- Das Gespräch. Über Rechte, Linke und Langweiler. Antaios, Dresden, 2001.  (ISBN 3-935063-17-2)
- Lieber Chef... Briefe an Ernst Jünger 1947–1961, hrsg. v. Erik Lehnert. Antaios 2016,  (ISBN 978-3-935063-29-6)
- Gegen die Liberalen, Antaios, 2015, 80 p.  (ISBN 978-3-935063-91-3)

### Publications traduites en français
- Avec Robert Steuckers et Thierry Mudry, Généalogie du fascisme français. Dérives autour des travaux de Zeev Sternhell et Noel O’Sullivan, Idhuna, Genève, 1986, 99 p.
- La Révolution conservatrice en Allemagne, 1918-1932, Pardès, Puiseaux, 1993, 894 p.  (ISBN 2-86714-095-1).